# John C. Bahnsen mlajši
John C. Bahnsen mlajši, ameriški general danskega rodu, * 8. november 1934, Albany, Georgia, ZDA, † 21. februar 2024.

## Življenjepis
Brigadni general Bahnsen se je rodil Johnu C. Bahnsenu in Evelyn Williams v Albanyju (Georgia). Vzdevek Doc je dobil po svojem starem očetu, Petru F. Bahnsenu, ki je s svojimi starši emigriral iz Danske v ZDA. Leta 1890 je Peter postal prvi državni veterinar Georgie in je upravljal z moderno mlečno kmetijo v Americusu.
Družina se je leta 1941 preselila v Rochelle (Georgia). Tu je obiskoval šolo vse do 10. razreda, nato pa se je preselil v Americus, kjer je živel s starim očetom in teto; razlog za preselitev je bila boljša srednja šola. Po 18 mesecih je bil Bahnes sprejet v Vojaški inštitut Marion (Marion, Alabama). Potem ko je končal šolanje na tej pripravljalni šoli, je opravil tudi sprejemni izpit za Vojaško akademijo ZDA; njegov vpis je sponzoriral senator ZDA Walter F. George, ki je bil bližnji politični sodelavec njegovega starega očeta.
Julija 1952 je pričel s študijem na West Pointu; med študijem se je izkazal kot skakalec s palico, rokoborec, igralec lacrossa, ameriškega nogometa in nogometa. Kot kadet je spoznal stotnika Georga Pattona IV. in Hanka Emersona, ki sta bila taktična častnika na akademiji; oba sta postala Bahnsenova mentorja v poznejši karieri. V študiji se ni izkazal v akademskih predmetih, medtem ko se je izkazal na področju vojaške znanosti in telovadno-športnih aktivnostih. 5. junija 1956 je diplomiral kot 406. v letniku 480 študentov in bil s činom prvega poročnika sprejet v pehoto.
Nato je bil poslan še na Osnovni tečaj pehotnega častnika (Infantry Officer Basic Course) v Fort Benningu (Georgia) in na Zračnoprevozno šolo (Airborne School); v tem času se je poročil s Patricio Fitzgerald, s katero sta imela štiri otroke: Jon Christian, Bradley Duncan, Leeanne in James Fitzgerald. Njegova naslednja zadolžitev je bilo šolanje na letalski šoli (Fixed Wing Flight School) v Camp Garyju (Teksas) in Fort Ruckerju (Alabama).
Njegova prva zadolžitev je sledila: postal je letalec-opazovalec pri artileriji v sklopu 3. aviacijske čete 3. pehotne divizije (3rd Aviation Company, 3rd Infantry Division); v tem času je bil v sklopu divizije za tri leta poslan v Nemčijo. Tu je zaprosil in uspel doseči premestitev med tankiste, tako da je postal poveljnik čete B 1. tankovskega bataljona 68. oklepnega polka (B Company, 1st Tank Battalion, 68th Armor). Kot četni poveljnik se je izkazal; tako se je vseh 17 tankovskih posadk, katerim je poveljeval, v prvem poskusu kvalificiralo na Kvalifikacijskemu tečaju tankovskih posadk (Tank Crew Qualification Course) v Grafenwohru. Za ta dosežek je Bahnsen prejel prvo Army Commendation Medal.
Po služenje v Nemčiji je opravil še Helikopterski aviacijski tečaj (Rotary Wing Aviator Course) v Fort Woltersu (Teksas) in Nadaljevalni tečaj oklepnega častnika (Armor Officer Advanced Course) v Fort Knoxu (Kentucky). Na slednji šoli je nato ostal kot inštruktor taktike oklepne konjenice in zračne konjenice, nato pa je nadaljeval šolanje še na Poveljniškem in generalštabnem kolidžu Kopenske vojske ZDA. V tem času se je poleg študija posvetil tudi golfu, lovu na ptice ter se povzpel tudi na 32. stopnjo prostozidarja škotskega obreda.
On koncu šolanje pa je bil obveščen, da bo bil dodeljen 145. bojnemu aviacijskemu bataljonu (145th Combat Aviation Battalion), ki je 4. oktobra 1964 prispel v Vietnam. Sprva je postal poveljnik voda oboroženih helikopterjev (t. i. gunships) v okviru 118. aviacijske čete (118th Aviation Company), pri čemer je tudi sam letel med bojnimi nalogami. V tem času se je ponovno odlikoval, tako, da je prejel prvega od poznejših srebrnih zvezd. Bahnsen pa ni bil edini član družine v Vietnamu; tu je služil tudi njegov mlajši brat Peter, ki je leta 1958 diplomiral na Vojaški akademiji ZDA, ki je bil pripadnik specialnih sil. Po koncu operacije Dvojni orel je Bahnsen postal operativni častnik 118. aviacijske čete, a je vseeno nadaljeval z letenjem. Na sredi njegove 13-mesečne ture dolžnosti pa je bil povišan v majorja in premeščen v 12. bojni aviacijski polk (12th Combat Aviation Group). Tu pa se je končala njegova letalska kariera, a je vseeno ostal vpleten v letalstvo: tako je ustanovil tekmovanje Top Gun med helikopterskimi piloti v sklopu polka. V tem času je imel tudi zunajzakonsko razmerje z Vietnamko Thach Thi Hung, ki je po njegovem odhodu v ZDA rodila njegovega sina Minha. Po smrti njegove matere v prometni nesreči, ki jo je Minh preživel, se je ta odpravil v ZDA, kjer je leto dni živel pri svojem očetu, nato pa odšel v Kalifornijo, kjer poskušal ustvariti kariero v filmski industriji.
Decembra 1986 je bil Bahnsen premeščen v Pentagon, kjer je bil dodeljen Pisarni pomočnika načelnika generalštaba za razvoj sile (Office of the Assistant Chief of Staff for Force Development), nato pa je postal štabni častnik v Operativni veji Divizije za načrte in programe Direktorata za aviacijo Kopenske vojske ZDA (Operations Branch, Plans and Programs Division, Army Aviation Directorate). Tu je preverjal pripravljenost aviacijskih in zračno-konjeniških enot, ki so se pripravljale na službo v Vietnamu, tako da je potoval po bazah po vzhodni obali in jugu ZDA. V tem času je naredil še magisterij na Univerzi Georga Washingtona. Med služenjem v Pentagonu pa je ponovno vzpostavil stike s Pattonom; ko je slednji postal poveljnik 11. oklepnega konjeniškega polka (11th Armored Cavalry Regiment) v Vietnamu, je uspel s seboj vzeti tudi Bahnsena, ki je postal poveljnik Tropa zračne konjenice (Air Cavalry Troop). 
14. oktobra 1968 je prispel v Vietnam in pričel s službo v polku, ki je bil takrat največja samostojna oklepna enota v Vietnamu. Trop oz. njegovi deli so bili vsak dan v bojih. Bahnsen je nadaljeval z osebno udeležbo v bojih, večino časa v poveljniško-in-kontrolnem helikopterju UH-1, včasih pa se je pridružil tudi vojakov na terenu in jim poveljeval med pehotnimi akcijami. Zaradi izkazanega poguma si je pridobil ugled med drugimi poveljniki in svojim moštvom. V Vietnamu je spoznal tudi Phyllis Fif Shaughnessy, civilistko pri Mednarodni rekreacijski zvezi, s katero se je poročil, potem ko se je ločil od svoje žene Pat. Sredi ture dolžnosti je bil poslan nazaj v ZDA, pri čemer ga je spremljalo zelo pohvalno osebno poročilo s strani Pattona.
Pattona je na mestu poveljnika polka zamenjal polkovnik Jimmie Leach, veteran druge svetovne in korejske vojne. Z novim poveljnikom se je Bahnsen takoj ujel, tako da ga je Leach imenoval za poveljnika 1. eskadrona; tako je postal edini major med celotno vojno, ki je poveljeval eskadronu 11. oklepnega konjeniškega polka. 1. eskadron je zajemal: štabni trop (z aviacijsko sekcijo), tri oklepno-konjeniške trope, tankovsko četo, havbično baterijo in dodeljen vod bojnih inženircev. Tudi tu se je izkazal kot poveljnik, ki je osebno poveljeval svojim vojakom med bojem. Posledično se je okoli njega spletla prava legenda in postal je znan tudi v drugih enotah. Tako se je dostikrat zgodilo, da je ob prihodu v bitko prevzel taktično poveljstvo, kljub temu da so bili prisotni višji častniki. Izkazal se je kot odličen koordinator sodelovanja različnih rodov in vej oboroženih sil (lovska letala, jurišni helikopterji, oklepna konjenica, artilerija in pehota). Njegov poveljnik, polkovnik Leach, je tako zapisal v njegovo osebno kartoteko: Major Brahsen je najbolj izjemen bojni poveljnik, kar jih poznam. Je inteligenten, agresiven, zagrizen in izjemno učinkovit. Dinamični mladi častnik, ki se izkaže v vsem, kar dela. Je najpogumnejši vojak, kar sem jih videl. Generalmajor Elvy B. Roberts, poveljnik 1. zračno-konjeniške divizije, je zraven še zapisal: Brez dvoma najboljši bojni voditelj-poveljnik v polku. Vedno na preži, natančen bojevnik s polnostjo idej in zdravega razuma. Spredaj med vsemi stiki s sovražnikom, ponoči ali podnevi. 8. septembra 1969 je zapustil Vietnam, samo dan po večjem spopadu na Michelinovi plantaži, zakar je prejel peto srebrno zvezdo.
Po vrnitvi se je kmalu ločil in nato ponovno poročil. Z novo ženo sta odpotovala v Nemčijo, kjer je kot podpolkovnik prevzel poveljstvo 1. bataljona 32. oklepnega polka (1st Battalion, 32nd Armor). Na tem položaju je bil zadolžen za usposabljanje tankistov za morebitni spopad s Sovjetsko zvezo. Po vrnitvi v ZDA je bil poslan na šolanje na Vojni kolidž Kopenske vojske ZDA (Vojašnica  Carlisle, Pensilvanija), istočasno pa je opravil še magisterski študij iz administrativne znanosti na Državnem kolidžu Shippensburg (Shippensburg State College). Po treh letih zakona s Fif se je od nje ločil in se ponovno poročil s Pat. Nato je bil kot poveljnik oklepne ekipe dodeljen Odboru trenaže bojnih enote Kopenske vojske ZDA (U.S. Army Combat Arms Training Board) v Fort Benningu (Georgia). Naloga odbora je bila, da razvije najnovejše metode usposabljanja in sistemov za Kopensko vojsko ZDA. V tem času je bil tako razvit Multiple Integrated Laser Engagement System (MILES), ki je s poznešjimi izboljšavami še vedno del usposabljanja. Nato pa se je še drugič ločil od Pat in se 31. avgusta 1974 poročil s Peggy Miller. Slednja se je po poroki pridružila Kopenski vojski ZDA kot prva poročnika v Korpusu generaladjutanta in se čez 20 let upokojila s činom podpolkovnika. Poleg zadolžitve v okviru odbora pa je Bahnsen deloval še v štabu Poveljstva za usposabljanje in doktrino KOV ZDA (U.S. Army Training and Doctrine Command; TRADOC). Tu je odločilno prispeval k ustanovitvi Nacionalnega trenažnega centra (National Training Center) v Fort Irwinu (Kalifornija). 
Po zgodnjem napredovanju v čin polkovnika je bil premeščen v Fort Rucker (Alabama), kjer je postal prvi projektni manager TRADOC za jurišne helikopterje. Nato je prevzel poveljstvo 1. aviacijske brigade (1st Aviation Brigade) in po povišanju v čin brigadnega generala je postal poveljnik 2. oklepne divizije (2nd Armored Division). Nato pa je postal načelnik štaba Kombinirane armade Južne Koreje in ZDA (Combined Field Army ROK/U.S.) in načelnik štaba 3. oklepnega korpusa (Third Armored Corps) v Fort Hoodu, kar je bila njegova zadnja zadolžitev pred upokojitvijo leta 1986.
Leta 1986, po upokojitvi, je sledil svoji ženi na West Point, kjer je postala prva ženska na mestu polkovnega taktičnega častnika; na tem položaju je tako poveljevala eni četrtini vseh kadetov. V tem času je z njima živel tudi Minh, ki se je takrat tudi bolje naučil angleščine. Bahnsen pa je našel službo v zasebnem sektorju in sicer kot programski manager za BDM Corporation. Po dveh letih je ustanovil svojo svetovnalno podjetje Bahnsen, Inc. Potem ko se je tudi Peggy upokojila, sta se preselila v Peggyjino rojstno mesto New Cumberland (Zahodna Virginija), kjer sta živela na njeni družinski kmetiji. Oba sta bila tudi aktivna v Republikanski stranki. 

## Odlikovanja
- Distinguished Service Cross
- 5x srebrna zvezda[11]
- 3x Distinguished Flying Cross
- 3x bronasta zvezda z znakom za pogum
- 3x zračna medalja z znakom za pogum
- 4x Army Commendation Medal z znakom za pogum
- 2x škrlatno srce
- 2x Republic of Vietnam Crosses of Gallantry s srebrno zvezdo
- 4x legija za zasluge
- Navy Unit Commendation Medal
- Meritorious Unit Commendation Medal
- Meritorious Service Medal[12]

Po upokojitvi je prejel tudi zlati medaljon častnega reda svetega Jurija (The Honorable Order of St. George, Gold Medallion) s strani Oklepnega združenja Kopenske vojske ZDA (the U.S. Army Armor Association), red za vojaške medicinse zasluge (Order of Military Medical Merit) s strani Medicinskega oddelka Kopenske vojske ZDA, bronasti medaljon častnega reda svetega Mihaela (The Honorable Order of St. Michael, Bronze Medallion) s strani Aviacijskega združenja Kopenske vojske ZDA (Army Aviation Association of America), častni red svete Barbare (Honorable Order of St. Barbara) s strani Poljskoartilerijskega združenja Kopenske vojske ZDA (U.S. Army Field Artillery Association) in bil izvoljen za člana Aviacijski hram slavnih (Aviation Hall of Fame), katerega vzdržuje Aviacijsko združenje Kopenske vojske ZDA.

## Dela
- American Warrior: A Combat Memoir of Vietnam, s Wess Robertsom (ISBN 0-8065-2807-9 ISBN 978-0-8065-2807-6)